# توشياكي نيشيوكا
توشياكي نيشيوكا (باليابانية: 西岡利晃) مواليد 25 يوليو 1976 في كاكوغاوا، هيوغو، اليابان، هو ملاكم محترف ياباني يصنف ضمن فئة وزن الديك. حقق بطولة المجلس العالمي للملاكمة.

## إحصائيات
خاض خلال مسيرته 47 نزالا، فاز في 39 وتعادل في 3 وخسر في 5. فاز بالضربة القاضية في 24 نزالا.

## روابط خارجية
- توشياكي نيشيوكا على موقع بوكس ريك (الإنجليزية) (registration required)